# Верховинець Ярослав Васильович
Ярослав Васильович Верховинець (11 квітня 1925, м. Київ — 3 червня 2011, м. Київ) — флейтист, педагог. 3аслужений діяч мистецтв України (1998). Син В. Верховинця.
Закінчив Київську консерваторію (клас А. Проценка, 1948) та аспірантуру при ній (1967). 1948—1988 роки — артист симфонічного оркестру Київського театру опери та балету, водночас із 1954 — викладач Київського музичного училища (нині — Київська муніципальна академія музики імені Рейнгольда Глієра).
Автор творів для флейти і фортепіано, зокрема «Концертне алегро», «Елегія», «Українське скерцо», «Танок дзвіночків». Дослідник і упорядник творів батька. Відредагував і здійснив 3 видання його «Теорії українського народного танку» (К., 1963; 1968, 1990), збірки «Весняночки» (К., 1969; 1979; 1989); а також збірки «Пісні та романси» (К., 1960), «Хорові твори» (К., 1969).

## Вибрані публікації
- Пам'яті митця: до 110-річчя з дня народження В. М. Верховинця / Ярослав Верховинець // Соціалістична культура. — 1990. — № 1. — С. 30—31.
- Відродження школи народного танцю Василя Верховинця / Ярослав Верховинець // Народна творчість та етнографія. — 1992. — № 1. — С. 40—46.
- Як виник і був заборонений «Лондонський гопак» / Ярослав Верховинець, Марія Сівкович // Народна творчість та етнографія. — 1993. — С. 17—22.
- Шість видань порадника для вивчення українських народних дитячих ігор: (З історії книги професора В. М. Верховинця «Весняночка») / Ярослав Верховинець // Народна творчість та етнографія. — 1995. — № 1. — С. 42—49.
- Розповіді про Василя Верховинця, записані зі слів його дружини [Євдокії Іванівни Долі] / записав і опрацював Ярослав Верховинець // Київ. — 2001. — № 1/2. — С. 188—190.